# 島津運久
島津運久（1468年—1539年8月14日），是室町時代薩摩國的人物。他是薩摩島津氏分家－相州島津家第2代当主島津友久的長男。

## 生涯
明應3年（1494年），伊作島津家當主島津善久被養馬的雜役殺死，於是運久有意娶善久妻常盤。當時常盤提出的條件是讓善久的遺子－菊三郎（之後的忠良）繼承相州家。永正9年（1512年），運久遵守約定，將当主讓與忠良後隠居。其後，運久參加了島津宗家的領内平定戰。天文8年（1539年）死去，享年72歲。